# 三次市営球場
三次市営球場（みよししえいきゅうじょう）は、広島県三次市にある野球場。施設は三次市が所有し、財団法人三次市開発公社が指定管理者として運用管理している。
なお、同市東酒屋町の三次市みよし運動公園内の野球場（みよし運動公園野球場、2009年竣工）とは異なる施設である。

## 施設概要
- 両翼91.5m、中堅115m
- 収容人数：4137人（内野：977人、外野：3160人）
- 照明設備：サブグラウンドにあり